# Gabillema
Le Gabillema est un volcan d'Éthiopie.